# Serially
Serially è una piattaforma gratuita di video on demand in streaming in lingua italiana. Offre serie tv e film gratuitamente, grazie all'inserimento degli spot pubblicitari (avod).
L'espansione territoriale è limitata nei paesi italofoni, tra cui l'Italia, San Marino e lo Stato del Vaticano.

## Storia
Serially viene fondata in Italia a Milano il 14 ottobre 2021 da Alessandro Mandelli e Massimo Vimini della società iXMedia.
Il catalogo include serie tv, film e corti, produzioni nazionali ed internazionali, tutte doppiate in lingua italiana.
Gli utenti iscritti a dicembre 2021 erano pari a circa 15000, saliti a 40000 a gennaio 2022. Ad ottobre 2024, secondo un articolo pubblicato da Engage, la piattaforma ha superato il mezzo milione di utenti registrati.